# Audemars Piguet

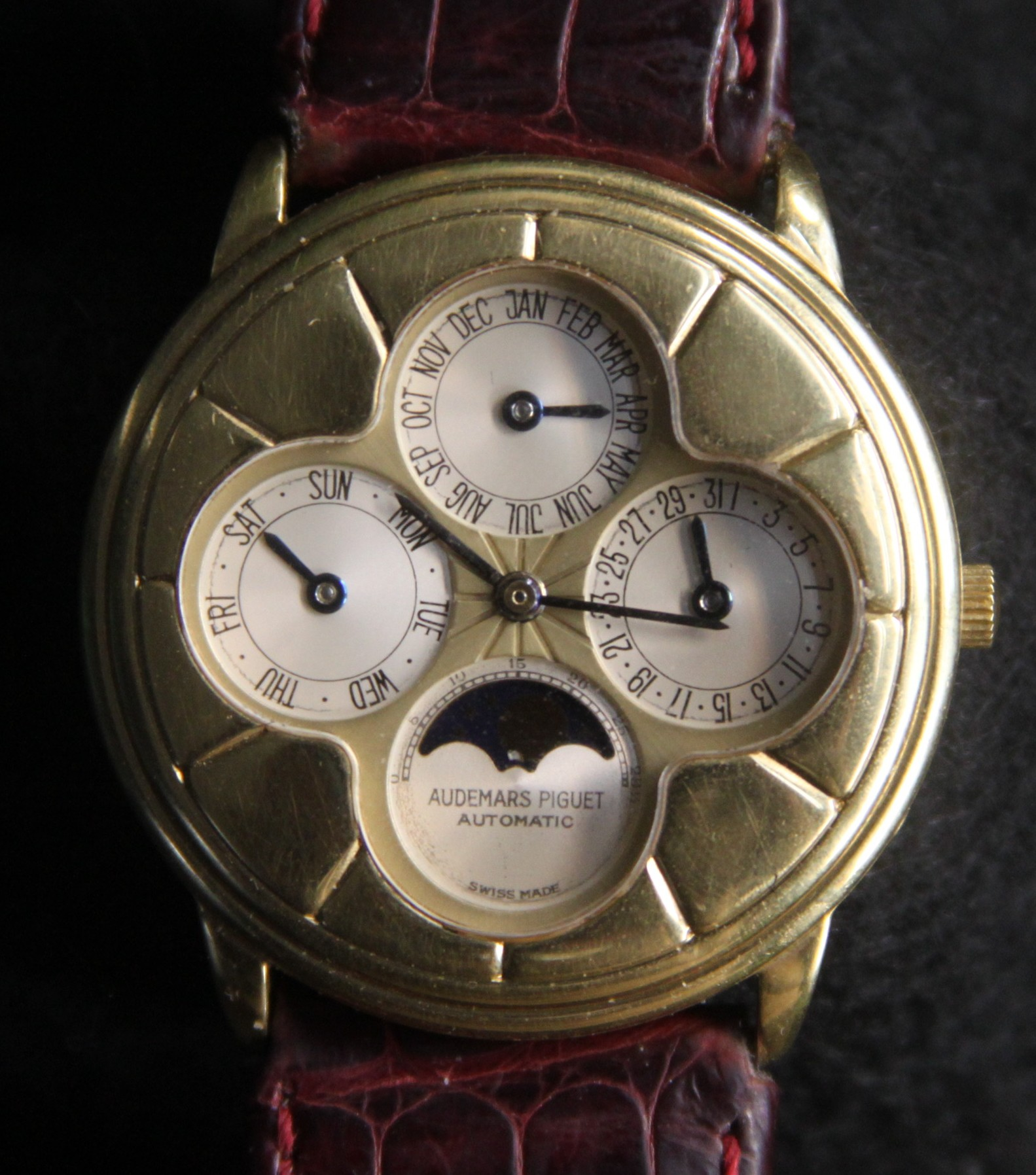
Model Quantième perpétuel s věčným kalendářem

Audemars Piguet (IPA [odmaʁ piɡɛ]) je švýcarský výrobce luxusnich hodinek (Audemars Piguet Holding SA) vyrábějící hodinky pod stejnojmennou značkou. Firmu založili Jules Louis Audemars a Edward-Auguste Piguet roku 1875 ve Vallée de Joux (ve vesnici Le Brassus, která je dodnes sídlem ústředí). V 80. a 90. letech 19. století představila několik inovativních modelů, neslavnější se staly nejmenší hodinky s minutovou repeticí roku 1892. Doposud nejznámější modelovou řadou je Royal Oak představený roku 1972 s obměnami vyráběný do 21. století.

## Známé modely
- La Grande Complication – kapesní hodinky, pouhých 100 kusů bylo vyrobeno v letech 1915 až 1989
- Royal Oak – sportovní hodinky z drahého kovu, designově navržené Geraldem Gentou (od 1972)
- Royal Oak Offshore – aktualizovaný model oproti předchozímu (od 1992)
- Jules Audemars – klasické náramkové hodinky
- Edward Piguet – klasické náramkové hodinky
- Millenary – moderní náramkové hodinky